# Expert à la table de jeux
Expert à la table de jeux ou L'expert aux cartes (titre original : Expert at the card table), souvent appelé Erdnase ou même « la Bible », est un livre sur la manipulation des cartes à la table de jeu. Cette œuvre a été écrite en 1901 par un auteur anonyme sous le pseudonyme de S. W. Erdnase. Ce livre est considéré comme étant une des œuvres qui influença le plus le monde de la triche et de la cartomagie moderne.
The Expert at the Card Table is the most famous, the most carefully studied book ever published on the art of manipulating cards at gaming tables.
—the Foreword by Martin Gardner, p. vii.
Expert at the card table” est le livre le plus célèbre et le plus soigneusement étudié jamais publié sur l’art de la manipulation de cartes à la table de jeux.
—the Foreword de Martin Gardner

## Description

### Le livre
Le livre est composé de deux parties : Triche à la table de jeu et cartomagie.

La première partie traite des artifices à la table de jeu. La deuxième partie traite des techniques de cartomagie. Et pour finir, une douzaine de tours de cartes.

### Son influence
Malgré son influence sur la communauté et la recherche de nombreux magiciens, l’identité de S. W. Erdnase reste un mystère.
Depuis sa parution, le livre a été traduit en 5 langues (Français, Japonais, Allemand, Espagnol, et Italien), et des éditions annotées ont été publiées par de grands magiciens (« The Annotated Erdnase » par Darwin Ortiz, ou « Revelation » par Dai Vernon ). Il a aussi été adapté deux fois en DVD, par Allan Ackerman et par James Wesley et a inspiré une pièce de théâtre du même nom, jouée par le magicien professionnel Anglais Guy Hollingworth.
« Le Professeur » (Dai Vernon) a fortement contribué à rendre cet ouvrage célèbre auprès des magiciens. A plus de quatre-vingt-dix ans, il appréciait citer des passages du livre en y ajoutant le numéro des pages pendant ses discussions avec d’autres magiciens au Magic Castle (en).